# ورزشگاه المپیک تیانجین
ورزشگاه مرکزی المپیک تیانجین (انگلیسی: Tianjin Olympic Center Stadium) یک ورزشگاه فوتبال در تیانجین چین است. این ورزشگاه در حال حاضر برای ورزش فوتبال در مسابقات سوپر لیگ فوتبال چین استفاده می‌شود و پس از اینکه در سال ۲۰۰۳ شروع به ساخت شد، در اوت ۲۰۰۷ تأسیس شد.